# Midland Bank Championships 1991
Midland Group Championships 1991 — жіночий тенісний турнір, що проходив на закритих кортах з килимовим покриттям Брайтонського центру в Брайтоні (Англія). Належав до турнірів 2-ї категорії в рамках Туру WTA 1991. Відбувсь учотирнадцяте і тривав з 22 до 27 жовтня 1991 року. Перша сіяна Штеффі Граф здобула титул в одиночному розряді, свій четвертий підряд і п'ятий загалом на цьому турнірі, й отримала 70 тис. доларів США.

## Фінальна частина

### Одиночний розряд
Штеффі Граф —  Зіна Гаррісон 5–7, 6–4, 6–1
- Для Граф це був 7-й титул в одиночному розряді за сезон і 61-й — за кар'єру.

### Парний розряд
Пем Шрайвер /  Наташа Звєрєва —  Зіна Гаррісон /  Лорі Макніл 6–1, 6–2